# Облекчение
Облекчението е положителна емоция, преживяна, когато нещо неприятно, болезнено или тревожно не се е случило или е приключило.
Облекчението често е придружено от въздишка, която сигнализира за емоционален преход. Хората от цял свят могат да разпознаят въздишките с облекчение и да преценят облекчението като основна емоция.
В проучване от 2017 г., публикувано в Psychology, се предполага, че облекчението е емоция, която може да засили тревожността чрез избягване или да бъде адаптивен механизъм за справяне, когато сте стресирани или разочаровани.
Други също предполагат, че облекчението може да засили избягването, като възнаграждава бягството от страшна ситуация, облекчението може да помогне за създаването на патологично избягване, което може да поддържа тревожни разстройства.